# Esofagogastroduodenoscòpia
L'esofagogastroduodenoscòpia (EGD), també anomenat per diversos altres noms (com fibrogastroscòpia o simplement gastroscòpia), és un procediment endoscòpic que visualitza la part superior del tracte gastrointestinal fins al duodè. Es considera un procediment mínimament invasiu, ja que no requereix una incisió en una de les principals cavitats corporals i no requereix cap recuperació significativa després del procediment (tret que s'hagi utilitzat sedació o anestèsia). Tot i això, és comú un mal de gola.

## Utilitat
Aquest examen ajuda a determinar:
- La causa de dolor abdominal;
- L'origen d'una anèmia inexplicable;
- Els motius de la dificultat en la deglució o de la regurgitació de menjar sense digerir;
- L'arrel d'una hemorràgia digestiva alta (gastrointestinal);
- Determinar la presència d'Helicobacter pylori;
- L'estat de l'estómac i del duodè després d'una operació;
- Altres alteracions digestives.

L'examen també es pot emprar per obtenir una mostra de teixit per fer una biòpsia.
En una EGD, normalment l'esòfag, l'estómac i el duodè han d'estar llisos i de color carnós. No ha d'haver sagnat, neoplàsies, úlceres ni inflamació.
Els resultats anormals poden mostrar diverticles (bosses anormals en el revestiment dels intestins), anells esofàgics, esofagitis, estretor d'esòfag, varius esofàgiques, hèrnia d'hiat, masses gàstriques, inflamació de l'estómac i el duodè, síndrome de Mallory-Weiss (estrip), oclusió del tracte digestiu, tumors i úlceres (agudes o cròniques) en qualsevol dels tres òrgans.

## Tècnica
Per a la realització del procediment, i segons els casos, pot ser que s'apliqui sedació al pacient. La sedació consisteix a administrar un fàrmac perquè el pacient es relaxi, es dormi i oblidi el procediment. Es recomana perquè el procediment, encara que no és dolorós, pot ser molest per al pacient pel reflex nauseós que produeix. Per reduir les nàusees o les ganes de tossir es pot aplicar anestèsia local a la gola. Per protegir els dent si l'endoscopi, s'introdueix un protector bucal i sal retirar tot tipus de pròtesi dental amovible.
L'endoscopista, amb el pacient estirat sobre el seu costat esquerre, introdueix l'endoscopi per la boca a l'esòfag i després procedeix a entrar a l'intestí prim en la seva primera part anomenada duodè. Des d'allà es torna examinant cada part amb deteniment per trobar lesions. Si es troba una lesió es pot prendre una biòpsia pel canal de treball de l'endoscopi.
Per poder visualitzar els òrgans, l'endoscopista introdueix aire per separar les seves parets, alhora injecta aigua pel canal de treball per rentar el moc i la saliva que obstrueixi la visualització adequada. Per aquest mateix motiu és necessari que l'estómac estigui buit, de manera que el pacient ha d'estar en dejú. La presència d'aliments obstrueix la visibilitat i augmenta el risc de broncoaspiració durant el procediment.
Després de completar l'examen, es restringeixen els aliments sòlids i els líquids fins que retorni el reflex nauseós, de manera que la persona no s'ofegui. L'examen dura aproximadament de 5 a 20 minuts.

### El que se sent durant l'examen
L'anestèsic local dificulta la deglució, però aquesta molèstia passa poc després del procediment. L'endoscopi sol provocar una mica de nàusees a la part posterior de la gola. Hi pot haver una sensació de gas i es pot sentir el moviment de l'endoscopi l'abdomen. Així mateix, és possible que les biòpsies no se sentin en el moment de prendre-les i, a causa de la sedació intravenosa, és probable que no se senti cap molèstia i que no es tinguin records de l'examen.

## Procediments terapèutics

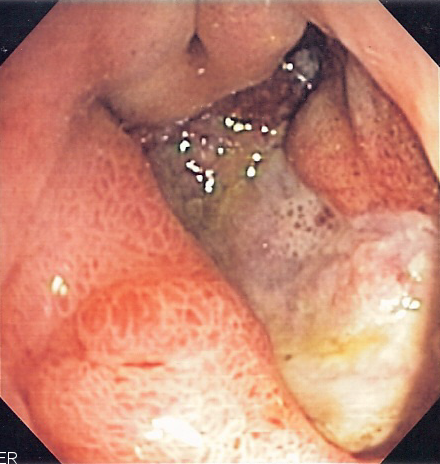
Imatge per EGD d'una úlcera pèptica profunda.

El procediment permet realitzar determinats tractaments. Es pot, per exemple, aturar un sagnat digestiu alt mitjançant de diversos instruments i tècniques: injectar substàncies que disminueixin el sagnat, realitzar electrocoagulació d'un vas sanguini, o col·locar bandes elàstiques en varius esofàgiques que estiguin sagnant. També pot ressecar (treure) lesions com pòlip sobre tumors gàstrics primerencs. Una altra utilitat terapèutica és la col·locació de gastrostomies endoscòpiques percutànies (PEG), que són dispositius que permeten passar aliments directament a l'estómac des d'una sonda col·locada sobre la paret abdominal.

## Contraindicacions
No existeixen contraindicacions absolutes encara que s'ha de tenir precaució amb les següents:
- Pacient en xoc per hemorràgia digestiva fins que s'hagi recuperat adequadament.
- Pacient amb infart agut de miocardi recent o amb insuficiència cardíaca greu.
- Arrítmies severes.
- Aneurisma de l'aorta de grans dimensions.
- Descompensació respiratòria amb gran restricció.
- Diverticle per pulsió del singlot de faringe (diverticle de Zenker), si es realitza l'endoscòpia ha de ser amb gran cura per un endoscopista experimentat.
- Esofagitis corrosiva (fase aguda).
- Sospita de perforació gàstrica.
- Postoperatori immediat en cirurgia digestiva alta (perill de dehiscència de la sutura).
- Trastorns seriosos de la coagulació.
- Preparació inadequada.
- Trastorns psíquics i falta de cooperació.
- Infecció aguda important.
- Anomalies ortopèdiques o neurològiques que limitin els moviments de coll (osteocondritis notable, cifoescoliosi extrema).
- Antecedents d'al·lèrgia als anestèsics.

## Complicacions
És un procediment "segur" i les complicacions "importants" esmentades a continuació són poc freqüents (menys d'1 cas per cada 1.000 persones)
Com a complicacions associades al mateix procés endoscòpic podem citar:
- Broncoaspiració de contingut gàstric als pulmons desencadenant una pneumònia;
- Perforació de l'estómac, el duodè o l'esòfag, ja sigui per un aprimament de la paret (com en un diverticle duodenal) o per un procediment terapèutic (resecció d'un càncer gàstric primerenc);
- Sagnat digestiu alt a causa dels procediments terapèutics, que sol poder detenir-se mitjançant de la mateixa endoscòpia.

A més, els riscos normals de qualsevol intervenció amb anestèsia produïts per una reacció adversa als anestèsics, als medicaments o als tranquil·litzants. Aquesta reacció podria causar:
- Apnea (falta de respiració) o Depressió respiratòria (dificultat per respirar);
- Laringoespasme (espasme de la laringe);
- Bradicàrdia;
- Hipotensió (pressió arterial baixa);
- Sudoració excessiva;